# Elia I di Alessandria
Papa Arsenio (X secolo – 1000), è stato papa e patriarca greco-ortodosso di Alessandria e di tutta l'Africa tra il 963 e il 1000.
Entrò in polemica con il patriarca di Antiochia Agapio sulla questione del trasferimento dei vescovi, dal momento che Agapio stesso era salito alla sede patriarcale dalla sede di Aleppo.